# Agrisius guttivitta
Agrisius guttivitta är en fjärilsart som beskrevs av Walker 1855. Agrisius guttivitta ingår i släktet Agrisius och familjen björnspinnare. Inga underarter finns listade i Catalogue of Life.